# تیلدنویل (فلوریدا)
تیلدنویل (به انگلیسی: Tildenville) یک منطقهٔ مسکونی در ایالات متحده آمریکا است که در شهرستان اورنج، فلوریدا واقع شده‌است. تیلدنویل ۱٫۱ کیلومتر مربع مساحت و ۵۱۱ نفر جمعیت دارد و ۳۱ متر بالاتر از سطح دریا قرار دارد.